# Портильо, Хайме
Ха́йме Рафаэ́ль Марти́нес Порти́льо (исп. Jaime Rafael Martínez Portillo; род. 18 сентября 1947, Берлин, Усулутан) — сальвадорский футболист, игравший на позиции нападающего; участник чемпионата мира 1970 года.

## Биография

### Клубная карьера
Портильо начинал карьеру в клубе «Онсе Берлинес», в котором играл в течение двух сезонов. В 1967 году Портлиьо перешёл в «Альянсу», в составе которой отыграл пять сезонов.
В 1973 году Портильо присоединился к клубу ФАС, в котором играл полтора сезона. Следующим клубом в карьере для него стал «Платенсе», с которым в 1975 году он выиграл чемпионский титул. В 1976 году Портильо вернулся в «Альянсу», в которой он отыграл семь следующих лет, но так и не выиграл чемпионский титул.
Завершил футбольную карьеру в 1985 году в клубе «АДЕТ» в возрасте 38 лет.

### Карьера в сборной
В составе сборной Сальвадора принимал участие на чемпионате мира 1970 года, где сыграл в одном матче со сборной СССР, который завершился поражением сборной Сальвадора со счётом 2:0.

## Достижения
«Платенсе» (Сакатеколука)
- Чемпион Сальвадора (1) : 1974/75